# Stazione di Mohammedia
La stazione di Mohammedia è la stazione della città omonima in Marocco.
La stazione è stata rinnovata nel 2009; si estende su 1360 m², e l'investimento è stato di 15 milioni di dirham. È dotata di attrezzature moderne, con una sala d'attesa ampia, diversi sportelli in biglietteria, una segnaletica luminosa, locali sanitari, banche, ripari per i viaggiatori, esercizi commerciali, un posto di ristoro e un parcheggio di 4600 m² con una capacità di 220 auto.